# NGC 2182
NGC 2182 est une nébuleuse par réflexion situé dans la constellation de la Licorne. Cette nébuleuse a été découverte par l'astronome germano-britannique William Herschel en 1786.